# Cardross House

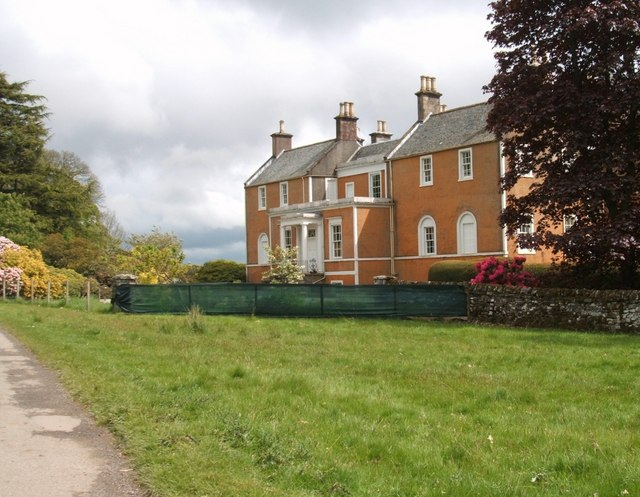
Cardross House

Cardross House ist ein Herrenhaus nahe der schottischen Ortschaft Kippen in der Council Area Stirling. 1971 wurde das Bauwerk in die schottischen Denkmallisten in der höchsten Denkmalkategorie A, 2007 die Außenanlagen in das Inventory of Gardens and Designed Landscapes in Scotland aufgenommen.

## Geschichte
Der Clan Erskine erwarb die Ländereien nach der Reformation. Die Keimzelle von Cardross House bildete ein Tower House das dort im 16. Jahrhundert errichtet wurde. Die Datumsangabe 1598 auf einem Türsturz gibt möglicherweise das Baujahr wieder. Vermutlich um 1747 wurde das L-förmige Tower House an der Westseite erweitert, bevor Cardross House um 1790 umfassend überarbeitet wurde. Möglicherweise zeichnet William Stirling als Architekt für die Neugestaltung der Hauptfassade im frühen 19. Jahrhundert verantwortlich. Jamieson & Arnott führten die Arbeiten und Erweiterungen im Jahre 1922 aus. Unter anderem wurde eine Zentralheizung installiert.

## Beschreibung
Cardross House steht isoliert rund fünf Kilometer nordwestlich von Kippen nahe dem linken Ufer des Forth. Mit Ausnahme eines vierstöckigen Turm an der Südwestseite ist das Herrenhaus dreistöckig. Die Fassaden sind mit Harl verputzt. In einem Innenwinkel an der Nordostseite kragt ein runder Treppenturm aus. An der nordwestexponierten Hauptfassade befindet sich das dorisch ausgestaltete Hauptportal, das vermutlich um 1820 installiert wurde. Zwei Flügel sowie ein flacherer Büroflügel wurden im Laufe der Jahrhunderte ergänzt.